# إيلورو
إيلورو (بالإنجليزية: Eluru)‏ هي مدينة تقع في الهند في ولاية أندرا برديش يبلغ عدد سكانها 214,414 نسمة وعدد السكان المحيطين بها 250,693 نسمة وتبلغ مساحتها 50 كلم مربع.

## المناخ
يظهر الجدول التالي التغييرات المناخية على مدار السنة لإيلورو:
| البيانات المناخية لـإيلورو        | البيانات المناخية لـإيلورو | البيانات المناخية لـإيلورو | البيانات المناخية لـإيلورو | البيانات المناخية لـإيلورو | البيانات المناخية لـإيلورو | البيانات المناخية لـإيلورو | البيانات المناخية لـإيلورو | البيانات المناخية لـإيلورو | البيانات المناخية لـإيلورو | البيانات المناخية لـإيلورو | البيانات المناخية لـإيلورو | البيانات المناخية لـإيلورو | البيانات المناخية لـإيلورو |
| الشهر                             | يناير                      | فبراير                     | مارس                       | أبريل                      | مايو                       | يونيو                      | يوليو                      | أغسطس                      | سبتمبر                     | أكتوبر                     | نوفمبر                     | ديسمبر                     | المعدل السنوي              |
| --------------------------------- | -------------------------- | -------------------------- | -------------------------- | -------------------------- | -------------------------- | -------------------------- | -------------------------- | -------------------------- | -------------------------- | -------------------------- | -------------------------- | -------------------------- | -------------------------- |
| متوسط درجة الحرارة الكبرى °م (°ف) | 29.1 (84.4)                | 31.7 (89.1)                | 34.5 (94.1)                | 36.7 (98.1)                | 38.6 (101.5)               | 36.9 (98.4)                | 32.4 (90.3)                | 32.0 (89.6)                | 32.2 (90.0)                | 31.4 (88.5)                | 29.8 (85.6)                | 28.8 (83.8)                | 32.8 (91.1)                |
| متوسط درجة الحرارة الصغرى °م (°ف) | 18.9 (66.0)                | 20.3 (68.5)                | 22.6 (72.7)                | 25.8 (78.4)                | 27.9 (82.2)                | 27.2 (81.0)                | 25.4 (77.7)                | 25.3 (77.5)                | 25.3 (77.5)                | 24.3 (75.7)                | 21.3 (70.3)                | 18.8 (65.8)                | 23.6 (74.4)                |
| معدل هطول الأمطار مم (إنش)        | 3 (0.1)                    | 6 (0.2)                    | 6 (0.2)                    | 14 (0.6)                   | 40 (1.6)                   | 123 (4.8)                  | 229 (9.0)                  | 186 (7.3)                  | 170 (6.7)                  | 166 (6.5)                  | 40 (1.6)                   | 9 (0.4)                    | 992 (39)                   |
| المصدر: en.climate-data.org       |                            |                            |                            |                            |                            |                            |                            |                            |                            |                            |                            |                            |                            |

## أعلام
- سيلك سميثا